# Ablabesmyia macrocercus
Ablabesmyia macrocercus är en tvåvingeart som först beskrevs av Jean-Jacques Kieffer 1910.  Ablabesmyia macrocercus ingår i släktet Ablabesmyia och familjen fjädermyggor.
Artens utbredningsområde är Nepal. Inga underarter finns listade i Catalogue of Life.